# Saison 2011-2012 de Bolton Wanderers
Maillots
Chronologie
Saison précédente Saison suivante
La saison 2011-2012 de Bolton Wanderers est la 11e saison du club en Premier League. Bolton tentera de gagner la Premier League pour la première fois de son histoire. En plus du championnat, Bolton disputera la FA Cup et la Carling Cup.

## Transferts

### Mercato d'été

#### Arrivées
| Date             | Type  | Prix     | Joueur          | Ancien club     | Championnat                  |
| 1er juillet 2011 | Achat | Gratuit  | Darren Pratley  | Swansea City    | Premier League               |
| 27 juillet 2011  | Achat | Gratuit  | Nigel Reo-Coker | Aston Villa     | Premier League               |
| 29 juillet 2011  | Achat | 1.70 M€  | Chris Eagles    | Burnley         | Football League Championship |
| 29 juillet 2011  | Achat | 1.70 M€  | Tyrone Mears    | Burnley         | Football League Championship |
| 11 août 2011     | Prêt  | -        | Tuncay Şanlı    | VfL Wolfsbourg  | Bundesliga                   |
| 26 août 2011     | Prêt  | -        | Dedryck Boyata  | Manchester City | Premier League               |
| 31 août 2011     | Achat | Indéfini | David N'Gog     | Liverpool FC    | Premier League               |
| 31 août 2011     | Prêt  | -        | Gaël Kakuta     | Chelsea FC      | Premier League               |

Total dépenses : 3.40 M€

#### Départs
| Date             | Type                | Prix     | Joueur         | Nouveau club      | Championnat                      |
| 1er juillet 2011 | Fin de contrat      | -        | Jlloyd Samuel  | -                 | -                                |
| 1er juillet 2011 | Fin de contrat      | Gratuit  | Joey O'Brien   | West Ham United   | Football League Championship     |
| 1er juillet 2011 | Fin de contrat      | Gratuit  | Tamir Cohen    | Maccabi Haïfa     | Ligat Winner                     |
| 1er juillet 2011 | Fin de contrat      | Gratuit  | Johan Elmander | Galatasaray SK    | Spor Toto Süper Lig              |
| 1er juillet 2011 | Fin de contart      | Gratuit  | Sam Sheridan   | Stockport County  | Conference National              |
| 4 juillet 2011   | Transfert définitif | Indéfini | Ali Al-Habsi   | Wigan Athletic    | Premier League                   |
| 11 juillet 2011  | Vente               | 0.10 M€  | Danny Ward     | Huddersfield Town | Football League One              |
| 13 juillet 2011  | Prêt                | -        | Rhys Bennett   | Falkirk           | Irn-Bru Scottish Football League |
| 23 juillet 2011  | Vente               | 2.50 M€  | Matthew Taylor | West Ham United   | Football League Championship     |

Total recettes : 2.60 M€

## Matchs
Source : bwfc.co.uk

## Classements

### Premier League
Le Bolton Wanderers termine le championnat à la dix-huitième place avec 10 victoires, 6 matchs nuls et 22 défaites. Une victoire rapportant trois points et un match nul un point, Bolton totalise 37 points.
Extrait du classement de Premier League 2011-2012
| Rang                                 | Équipe              | Pts | J  | G  | N  | P  | Bp | Bc | Diff |
| ------------------------------------ | ------------------- | --- | -- | -- | -- | -- | -- | -- | ---- |
| 15                                   | Wigan Athletic      | 43  | 38 | 11 | 10 | 17 | 42 | 62 | -20  |
| 16                                   | Aston Villa         | 38  | 38 | 7  | 17 | 14 | 37 | 53 | -16  |
| 17                                   | Queens Park Rangers | 37  | 38 | 10 | 7  | 21 | 43 | 66 | -23  |
| 18                                   | Bolton Wanderers    | 36  | 38 | 10 | 6  | 22 | 46 | 77 | -31  |
| 19                                   | Blackburn Rovers    | 31  | 38 | 8  | 7  | 23 | 48 | 78 | -30  |
| 20                                   | Wolverhampton       | 25  | 38 | 5  | 10 | 23 | 40 | 82 | -42  |
| Relégation en Championship 2012-2013 |                     |     |    |    |    |    |    |    |      |